# Piotr Przybyszewski
Piotr Przybyszewski (ur. 27 czerwca 1926 w Zwoleniu, zm. 10 lutego 1990 w Poznaniu) – generał brygady LWP.
Do 1939 skończył 6 klas szkoły powszechnej w Zwoleniu. Podczas okupacji był robotnikiem drogowym i melioracyjnym. Po wywiezieniu na roboty przymusowe do Niemiec 1 VIII 1943 był robotnikiem budowlanym w Zakładach Kruppa w Essen. Od kwietnia do października 1945 w Polskich Kompaniach Wartowniczych przy Armii USA, po powrocie był elektromonterem w Wałbrzychu. Od września 1946 w WP w Świdnicy, w 1949 skończył Oficerską Szkołę Polityczno-Wychowawczą w Łodzi. 1946-1979 uczył się wieczorowo w szkole średniej w Olsztynie, gdzie zdał maturę. Dowódca kompanii w 32. Pułku Zmechanizowanym. 1950–1951 na kursie kwatermistrzów w Centrum Wyszkolenia Kwatermistrzowskiego w Poznaniu, potem był oficerem intendentury. Szef zaopatrzenia mundurowego 12. Dywizjonu Artylerii Przeciwlotniczej i potem w 32. Batalionie Łączności. 1952-1953 skończył Wyższy Kurs Kwatermistrzowski w Centrum Wyszkolenia Kwatermistrzowskiego w Poznaniu, a w 1956 - Kurs Szefów Tyłów Związków Taktycznych w Centrum Wyszkolenia Służby Tyłów w Poznaniu. W listopadzie 1962 został zastępcą kwatermistrza 10. Sudeckiej Dywizji Pancernej. 1966-1969 studiował w Akademii Sztabu Generalnego, potem był zastępcą dowódcy i kwatermistrzem 10 Dywizji Pancernej w Opolu. Od lipca 1973 szef sztabu kwatermistrzostwa Śląskiego Okręgu Wojskowego. W maju 1977 został komendantem Wyższej Szkoły Oficerskiej Służb Kwatermistrzowskich im. M. Buczka w Poznaniu (do lipca 1988). Dzięki niemu szkoła ta była sześciokrotnie wyróżniana w rozkazach szkoleniowych MON i uhonorowana w 1981 Medalem Za wybitne osiągnięcia w służbie wojskowej. W październiku 1980 mianowany generałem brygady; nominację wręczył mu w Belwederze przewodniczący Rady Państwa PRL prof. Henryk Jabłoński.
W ostatnim okresie stanu wojennego w Polsce był od kwietnia do lipca 1983 roku pełnomocnikiem Komitetu Obrony Kraju – komisarzem wojskowym na województwo poznańskie. Funkcję tę przejął od zastępcy dowódcy Wojsk Lotniczych gen. bryg. pil. Michała Polecha.
W listopadzie 1989 przeniesiony w stan spoczynku ze względu na stan zdrowia.
Pochowany na Cmentarzu Junikowo w Poznaniu.

## Odznaczenia i wyróżnienia
- Order Sztandaru Pracy II klasy (1989)
- Krzyż Oficerski Orderu Odrodzenia Polski (1982)
- Krzyż Kawalerski Orderu Odrodzenia Polski (1974)
- Złoty Krzyż Zasługi (1969)
- Medal 30-lecia Polski Ludowej
- Medal 40-lecia Polski Ludowej
- Złoty Medal „Siły Zbrojne w Służbie Ojczyzny” (1969)
- Srebrny Medal Siły Zbrojne w Służbie Ojczyzny
- Brązowy Medal Siły Zbrojne w Służbie Ojczyzny
- Złoty Medal „Za zasługi dla obronności kraju” (1975)
- Srebrny Medal „Za zasługi dla obronności kraju”
- Brązowy Medal „Za zasługi dla obronności kraju”
- Medal „Za umacnianie braterstwa broni” (ZSRR) (1985)
- Medal 30-lecia Rewolucyjnych Sił Zbrojnych (Kuba) (1987)
- Wpis do Honorowej Księgi Czynów Żołnierskich (1983)